# Luc Ayang
Luc Ayang (Kar-Hay, 1947) é um político camaronês. Foi primeiro-ministro dos Camarões, entre 22 de agosto de 1983 e 25 de janeiro de 1984, sendo indicado ao cargo pelo presidente Paul Biya. Pertence ao partido Reunião Democrática do Povo de Camarões (RDPC), antes nomeado como União Nacional Camaronesa (UNC).

## Biografia

### Primeiros anos
Pertencente ao grupo étnico "Kirdi" e cristão, nasceu, em 1947, em Doukoula, localizado na comunas Kar-Hay, no departamento de Mayo-Danay, na região do Extremo Norte de Camarões.
Em 1972, se formou em licenciatura em direito e economia na Universidade de Yaoundé.

### Carreira política

#### Início
Em março de 1975, foi nomeado como chefe do Serviço de Legislação e Regulação na Divisão de Assuntos Administrativos e Jurídicos na Secretaria-Geral da Presidência.
Em setembro de 1976, foi nomeado primeiro vice-prefeito de Ngaoundéré e, em 2 de maio de 1978, foi nomeado ministro da Pecuária, Pesca e Indústrias Animais pelo presidente Paul Biya, permanecendo neste cargo até a nomeação para primeiro-ministro.

#### Primeiro-ministro
Em 22 de agosto de 1983, foi nomeado como 3.º primeiro-ministro da ainda República Unida dos Camarões, até 25 de janeiro de 1984, quando o cargo foi extinto por meio de uma emenda constitucional.

#### Pós-primeiro-ministro
Desde 1984, após deixar o governo, é o presidente do Conselho Econômico e Social de Camarões. Também é membro do gabinete político do partido Reunião Democrática do Povo de Camarões (RDPC).
Durante a campanha para a eleição presidencial de 2004, foi vice-presidente do Comitê de apoio e acompanhamento da campanha eleitoral de Biya na região do Extremo Norte. Durante a campanha para as eleições parlamentares e municipais de julho de 2007, foi membro do Comitê Central de campanha do RDPC e foi, também, presidente da Comissão Provincial de Campanha do RDPC na região do Extremo Norte.
Em junho de 2013, foi o responsável por entregar uma mensagem do presidente Biya ao presidente angolano José Eduardo dos Santos com um pedido de aumento geral da cooperação entre os dois países.

## Vida pessoal
É casado e tem três filhos.

## Nova sede da Assembleia Nacional
Para a construção da nova sede da Assembleia Nacional, com mais de nove hectares, fez-se necessário que o atual presidente do Conselho Econômico e Social do país deixe sua residência e seja deslocado para um novo endereço, que ainda não encontrado pelo Estado, embora a procura estejam em curso. Além de Ayang, também terão que deixar o local, o grupo de Esquadra Móvel n.º 1 da Gendarmaria Nacional — força militar de segurança pública do país. Este grupo de pessoas inclui as famílias dos gendarmes e os alunos educados nas escolas localizadas no terreno.